# یواس‌ان‌اس کامفورت (تی-ای‌ایچ-۲۰)
یواس‌ان‌اس کامفورت (تی-ای‌ایچ-۲۰) (به انگلیسی: USNS Comfort (T-AH-20)) یک کشتی است که طول آن ۸۹۴ فوت (۲۷۲ متر) می‌باشد. این کشتی در سال ۱۹۷۶ ساخته شد.